# Södermanlands runinskrifter 184
Sö 184 är en vikingatida runsten av granit i Årby, Kärnbo socken och Strängnäs kommun i Södermanland. 
Den är 140 cm hög, 60 cm bred vid basen och 25 cm bred vid toppen och 20–30 cm tjock.

## Inskriften
Translitterering av runraden:
hermuþr : lit : raisa × stain : þinsa × at × al + bruþur × sin : kuþan × kuþ hialbi anta + hans
Normalisering till runsvenska:
Hærmoðr let ræisa stæin þennsa at Hall(?), broður sinn goðan. Guð hialpi anda hans.
Översättning till nusvenska:
Härmod lät resa denna sten efter Hall(?), sin gode broder. Gud hjälpe hans ande.
Tolkningen av al som ackusativform av namnet Hall är mycket osäker. Namnet är i övrigt inte belagt i Sverige under vikingatiden.